# Басан (Лангон)
Басан (фр. Bassanne) насеље је и општина у југозападној Француској у региону Аквитанија, у департману Жиронда која припада префектури Лангон.
По подацима из 2011. године у општини је живело 95 становника, а густина насељености је износила 37,4 становника/km². Општина се простире на површини од 2,54 km². Налази се на средњој надморској висини од 12 метара (максималној 45 m, а минималној 11 m).

## Демографија
| 1962. | 1968. | 1975. | 1982. | 1990. | 1999. | 2011. |
| ----- | ----- | ----- | ----- | ----- | ----- | ----- |
| 90    | 113   | 104   | 104   | 92    | 87    | 95    |

График промене броја становника у току последњих година